# Ständeaufstand in Böhmen (1618)

Mit der Schlacht am Weißen Berg kam der Ständeaufstand in Böhmen (1618–1620) zu einer Niederlage

Im Ständeaufstand in Böhmen, auch Böhmischer Aufstand, rebellierte der böhmische Adel gegen die damals schon fast 100 Jahre währende Hegemonialpolitik der Habsburger in den Ländern der Krone Böhmen. Der Aufstand war die Folge der religiösen, wirtschaftlichen und politischen Krise in Mitteleuropa zu Beginn des 17. Jahrhunderts und zugleich eine der Hauptursachen für den Ausbruch des Dreißigjährigen Krieges.

## Vorgeschichte
Ende des 16. Jahrhunderts existierten in Böhmen zwei religiöse Lager: Auf der einen Seite die Anhänger der Lehre des Abendmahlskelches (Hussiten, später Böhmische Brüder oder Brüder-Unität), die inzwischen einen Großteil der Gläubigen in Böhmen zählte, auf der anderen Seite die Katholiken. Die Brüder-Unität und ihre Vertreter wurden durch die Römische Kirche immer wieder unter Bann gestellt und deren Wirken verboten. Ihre Kirchen wurden geschlossen, die Bücher verbrannt. Mit Beginn der 1520er Jahre breitete sich auch das Luthertum aus, zumeist unter Deutschböhmen und Deutschmährern. Im Zuge der Reformation gab es auch einige Calvinisten und Täufer in Böhmen.
1609 erließ Kaiser Rudolf II. ein Dekret, in dem er als Dank für die Unterstützung der Stände im Kampf gegen Erzherzog Matthias die Religionsfreiheit verbriefte und den Glaubenszwang durch den Landesherren untersagte (Majestätsbrief). Zum Schutz der nichtkatholischen Gläubigen wurde ein Defensorkollegium eingerichtet, das aus je zehn Bürgerlichen, Rittern und Vertretern des Herrenstandes bestand.
Erzherzog Matthias wurde am 23. Mai 1611 zum König von Böhmen gekrönt und nach dem Tod Rudolfs am 20. Januar 1612 auch zum Römisch-deutschen Kaiser gewählt. Als er seine Residenz nach Wien verlegt hatte, kam es in Böhmen durch seine Statthalter zur Stärkung der katholischen Kräfte. 1615 verschärfte sich die religiöse, aber auch die politische Situation in ganz Europa. Die Waffenruhe zwischen den protestantischen Niederlanden und dem stark katholisch geprägten Spanien wurde brüchig, offene kriegerische Auseinandersetzungen waren vorhersehbar. Auch die Thronnachfolge für den inzwischen schwer erkrankten Matthias in Böhmen war von vornherein konfliktbelastet. In Frage kam König Philipp III. von Spanien, aber auch Erzherzog Ferdinand aus der Habsburger Linie in der Steiermark. Im Oñate-Vertrag verzichtete Philipp auf seine Ansprüche in Böhmen und Ungarn. Damit konnte Ferdinand die Nachfolge antreten.

## Verlauf
Am 6. Juni 1617 wurde Erzherzog Ferdinand zum König von Böhmen gewählt. Ferdinand ging sofort daran, umfangreiche Rekatholisierungsmaßnahmen in Böhmen durchzusetzen und die Rechte der Stände einzuschränken. Beide Maßnahmen liefen dem Vertragstext des Majestätsbriefes zuwider und belasteten das Verhältnis der Stände zu dem neuen Herrscher schwer.
1617 mündete der innere Konflikt in offene Feindschaft. Als Ferdinand in Braunau eine evangelische Kirche schließen ließ und auf den erzbischöflichen Ländereien in Klostergrab eine nichtkatholische Kirche abgerissen wurde, versammelten sich die Adeligen im März 1618 und verfassten ein an Ferdinand gerichtetes Protestschreiben. Dieser verbot daraufhin weitere Ständeversammlungen.
Der Ungehorsam der protestantischen böhmischen Stände hielt jedoch an. Am 21. Mai 1618 trafen sie sich im Prager Karolinum. Nicht dabei waren Vertreter der Königsstädte. Aus einer zunächst ruhig verlaufenden Versammlung wurde schließlich nach einer Rede von Heinrich Matthias von Thurn eine tumultartige Veranstaltung.
Am 23. Mai 1618 begaben sich einige der Teilnehmer, darunter Matthias Thurn, Albrecht Jan Smiřický von Smiřice, Graf Joachim Andreas von Schlick, Wenzel Wilhelm von Roupov, die Brüder Říčan, die Brüder Ulrich und Wilhelm Kinsky, ein Bruder Wilhelms von Slawata, Leonhard Colonna von Fels und Wilhelm von Lobkowitz auf die Prager Burg. Nach einem langen Streitgespräch mit den dort weilenden Statthaltern Ladislaus von Sternberg, Diepold von Lobkowitz, Jaroslav Borsita von Martinic und Wilhelm Slawata von Chlum und Koschumberg hielten sie ein improvisiertes Gericht ab und warfen die kaiserlichen Statthalter Slavata und Martinic sowie den Kanzleisekretär Philipp Fabricius aus den Burgfenstern. Diese verletzten sich dabei nur leicht und kamen mit dem Schrecken davon („Prager Fenstersturz“).

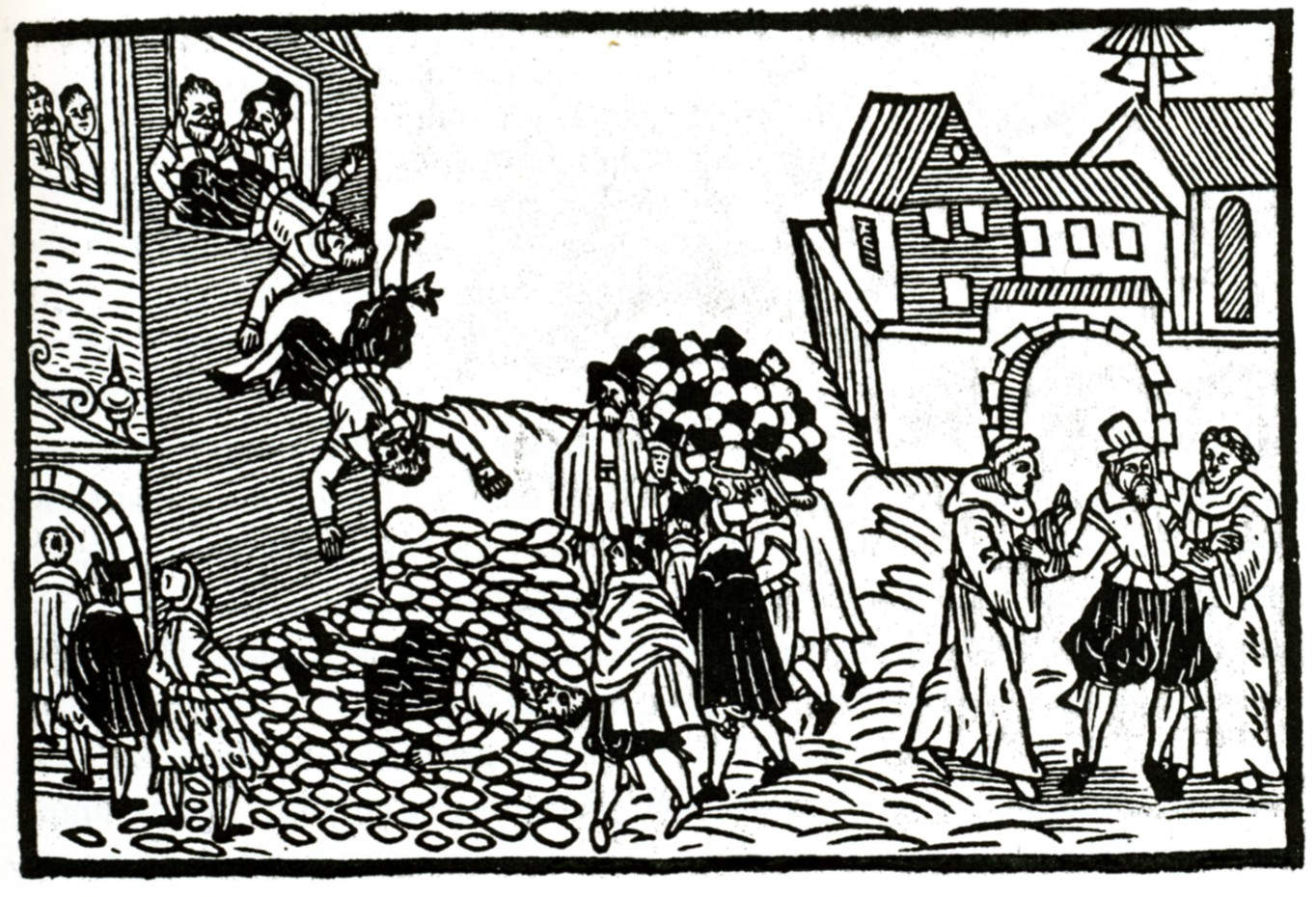
Prager Fenstersturz: Dieses zeitgenössische Flugblatt von 1618 zeigt keinen Misthaufen, sondern Steine

Nach dieser sogenannten Defenestration wählten die Aufständischen am 24. Mai 1618 aus ihren Reihen ein dreißigköpfiges Direktorium und enthoben die bisherigen Regenten ihrer Macht. Das Direktorium bestand aus jeweils zehn Vertretern des jeweiligen Standes. Zum Vorsitzenden wurde Wenzel Wilhelm von Roupov gewählt. Kurz danach wurde mit dem Aufbau einer Armee begonnen und Matthias Thurn ihr Oberbefehlshaber.
Damit kam es auch zum endgültigen Bruch mit den Herrschern in Wien, die auf die Situation in Prag zunächst konzeptlos und verwirrt reagierten. Der von den Ereignissen überraschte Kaiser Matthias, kein Mann schneller Entschlüsse, wusste nicht weiter. Der designierte Nachfolger, Erzherzog Ferdinand, bewarb sich zum gleichen Zeitpunkt in Pressburg um die Stephanskrone. Der erste Minister, Erzbischof Melchior Khlesl, war ebenfalls ratlos.
Der Hintergrund dieser Tat, der Wunsch der Böhmen nach religiöser Freiheit, fand wenig Resonanz im Bürgertum und beim Volk. Die Rebellen handelten ohne Absprache aus eigenem Impuls heraus, ohne die Vertreter der restlichen Stände hinzuzuziehen. Die innere Schwäche, an der die Bewegung von Anfang an litt, versuchten sie durch Knüpfung von Kontakten mit der Protestantischen Union, den Niederlanden und Calvinisten in England zu kompensieren. Gleichzeitig erhofften sie sich von dort militärische, aber auch finanzielle Unterstützung, jedoch gab es nur wenig Resonanz. Lediglich Mähren schloss sich am 2. Mai 1619 dem Widerstand an.
In der Anfangsphase wurde von den Adeligen die Vorherrschaft der Habsburger noch anerkannt. Dennoch begannen sie mit der Vertreibung der Jesuiten und Konfiszierung des katholischen Vermögens zur Finanzierung ihrer Feldzüge.
Nach dem Tod des Kaisers Matthias im März 1619 verweigerten sie dem Nachfolger Ferdinand II. gänzlich die Gefolgschaft, zumal sich die Lage für die Rebellen durch innere Krisen im Haus Habsburg besserte. Karl der Ältere von Žerotín wurde als Verwalter Mährens zur Übergabe seiner Macht an den kämpferischen Ladislav Velen von Zerotein gezwungen.

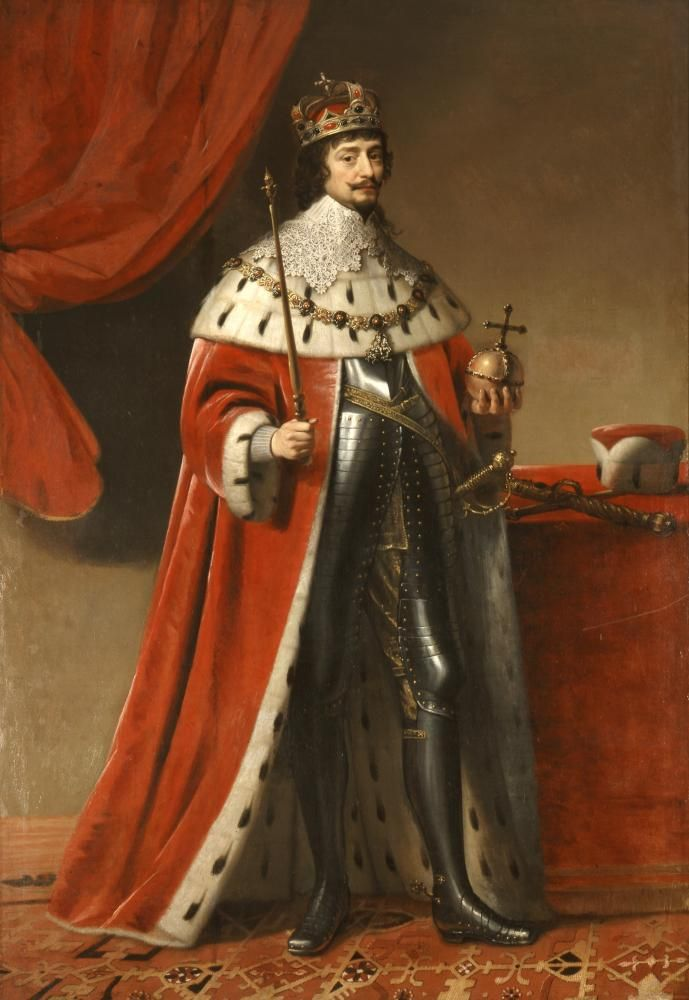
Friedrich von der Pfalz als böhmischer König (1634 posthum vollendet vom Hofmaler Gerrit van Honthorst)

Am 31. Juli 1619 wurde die neue Verfassung verabschiedet. Böhmen wurde zu einer Konföderation gleichberechtigter Länder, angeführt von einem durch die Stände gewählten Herrscher. Dieser Konföderation schloss sich auch ein Teil des österreichischen Adels an. Am 19. August 1619 wurde Ferdinand endgültig abgesetzt und am 26. August 1619 der Anführer der deutschen Calvinisten, Kurfürst Friedrich von der Pfalz, zum König gewählt. Das Direktorium hoffte dabei, England für seine Sache zu gewinnen (Friedrich war der Schwiegersohn von König Jakob I.), aber auch Dänemark und den holländischen Statthalter Moritz von Oranien. Zuvor hatte der lutheranische Kurfürst Johann Georg I. von Sachsen die böhmische Königskrone abgelehnt.
In der Zwischenzeit wurde Ferdinand am 28. August 1619 von den deutschen Kurfürsten trotz der Ereignisse in Böhmen zum neuen Kaiser gewählt. Im Machtkampf konnten sich anfangs die Aufständischen durchsetzen. Teilweise bedrohten sie auch die Vormachtstellung der in sich zerstrittenen Habsburger in Wien. Die böhmische Sache und die politische Schwäche Wiens nutzte auch Gabriel Bethlen und fiel in die Slowakei ein. Unter seinem Einfluss beschloss das Ungarische Parlament im Januar 1620, sich der böhmischen Konföderation anzuschließen. Aber Unstimmigkeiten in den eigenen Reihen, Eifersüchteleien und mangelnde finanzielle Unterstützung durch den böhmischen Adel hemmten den Erfolg der Rebellen.
Der habsburgische Kaiser vergewisserte sich indes der finanziellen und ideellen Unterstützung der spanischen Krone, des Papstes und vor allem der Katholischen Liga. Ferdinand verband sich mit Maximilian von Bayern, dem er im Falle des Sieges die kurfürstliche Stimme des Friedrich von der Pfalz versprach. Dem mächtigen Sachsen unter Kurfürst Johann Georg übertrug der Kaiser die Lausitzen als Pfand, daraufhin ging der Kurfürst dort und in Schlesien gegen die Rebellen vor. Am 3. Juli 1620 wurde schließlich ein Neutralitätsabkommen zwischen der protestantischen Union und der katholischen Liga geschlossen.
Die Übermacht des Kaisers Ferdinand wuchs damit, während die böhmischen Adeligen zusehends in Isolation gerieten. Nach der Kapitulation der österreichischen Stände am 20. August 1620 und deren Abspaltung von der Konföderation begann man mit der Vorbereitung des Zuges der Kaiserlichen auf Böhmen, unterstützt durch Heere der Liga. 1620 marschierten die Truppen unter der Führung des ligistischen Feldherrn Johann t’Serclaes von Tilly über Gratzen ein, nahmen Kurs auf Budweis und belagerten Westböhmen. Christian von Anhalt zog mit einem zweiten Heer über Mähren nach Böhmen. Am Weißen Berg bei Prag nahmen sie strategisch wichtige Positionen ein. Als das böhmische Ständeheer, ein Haufen undisziplinierter, ermüdeter und schlecht bezahlter Söldner, am 8. November 1620 schließlich eintraf, entschied die Liga die Schlacht innerhalb von zwei Stunden zu ihren Gunsten.
König Friedrich floh mit Vertretern des Direktoriums und seinem Hof ins Ausland. Die Söldner des Direktoriums zogen sich nach Prag zurück. Als der versprochene Sold ausblieb, begannen sie mit Plünderungen und begaben sich in die Dienste des kaiserlichen Generals Karl von Bucquoy.
Die Macht übernahm die Kaiserliche Armee Karl von Liechtenstein, Paul Graf Michna von Waitzenau (tschechisch Pavel Michna z Vacínova), Adam von Waldstein, Albrecht Wenzel Eusebius von Waldstein und Karl von Bucquoy in Böhmen und Franz Seraph von Dietrichstein in Mähren.

## Folgen

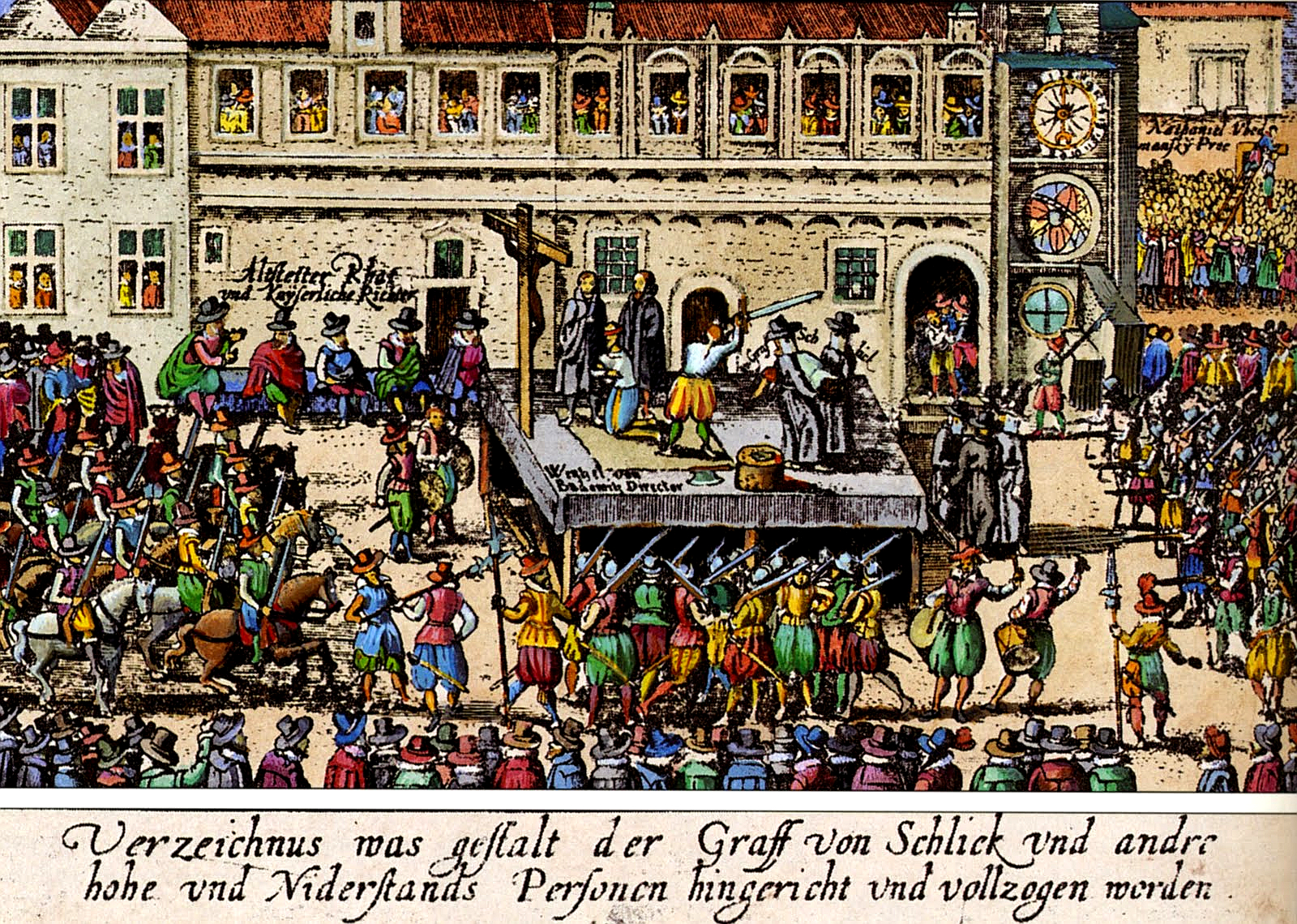
Die Hinrichtung der böhmischen Rebellen auf einem zeitgenössischen Holzschnitt

Der Teil des Direktoriums, dem die Flucht nicht mehr gelang, wurde inhaftiert, 43 von ihnen wurden zum Tod verurteilt. Am 21. Juni 1621 wurden 27 von ihnen vor dem Altstädter Rathaus zu Prag exekutiert. Drei der Hingerichteten, Joachim Andreas von Schlick, Wenzel von Budovec und Christoph Harant von Polschitz und Weseritz, kamen aus dem Herrenstand, sieben waren Ritter und 17 Vertreter des Bürgertums. Neben den drei genannten Herren wurden von dem Henker Johann Seifenmacher folgende Personen enthauptet: die Ritter Kaspar Cappleri de Sulewicz, Prokop Dwořecký von Olbramowitz, Friedrich von Bila, Heinrich Otto von Loß, Wilhelm Konechlumský, Bohuslav von Michalovice, Diwisch Czernin von Chudenitz, sowie die Prager Bürger Walentin Kochan, Tobias Šteffek, Christoph Kober, Wenzel Maštĕřowský Gizbicky und Johann Theodor Sixt, der Kuttenberger Bürgermeister Johann Schultys, der Saazer Bürgermeister Maximilian Hošťálek von Javořice, der Rektor der Karls-Universität Prag Jan Jessenius, der Rat auf der Prager Vorstadt Heinrich Kozel sowie Andreas Kocour, Georg Řečický, Michael Witman, Simon Wokáč, Leander Rüppel und Georg Haunschild. Gehängt wurden die Prager Ratsherren Johann Kutnauer, Simon Sušický und Nathanael Wodňanský. Martin Fruwein wurde verurteilt, kam jedoch vor der Hinrichtung im Gefängnis um. Die Köpfe von zwölf Verurteilten waren zur Abschreckung und Mahnung zehn Jahre lang am Prager Altstädter Brückenturm an langen Stangen aufgesteckt. Die Todesurteile gegen Wilhelm Popel von Lobkowitz und Paul von Říčan wurden nicht vollstreckt. Johann Wostrowec, Matthias Borbonius, Caspar Huzlar, Melchior Teyprecht, Georg Zawieta, Paul Prezka, Niklas Diwisch und Felix Petipeski erhielten lebenslange Haftstrafen auf der Festung Raab. Letzter wurde nach seinem Übertritt zum Katholizismus begnadigt. Das Vermögen und die Ländereien der Exulanten und der Hingerichteten wurden konfisziert, darunter 115 Herrschaften und Höfe. Böhmische Adelige, die sich als habsburgtreu erwiesen hatten, wurden mit großen Teilen der konfiszierten Güter belohnt, darunter auch Albrecht von Wallenstein.
Die Folgen des Aufstandes waren für die böhmische Nation katastrophal und stärkten die zentralistische Machtposition der Habsburger. 1627 wurde in Wien eine neue Verfassung, die so genannte „Verneuerte Landesordnung“ ratifiziert, in der das Erbrecht der Habsburger auf den böhmischen Thron festgeschrieben, die katholische Lehre als einzige Religion zugelassen und die deutsche Sprache der tschechischen gleichgestellt wurde. König Ferdinand schnitt den Majestätsbrief Rudolfs II. eigenhändig auseinander. Den böhmischen Ständen wurde das Recht der Königswahl und -bestätigung aberkannt. Die Gesetzgebung lag in Böhmen ebenfalls in den Händen des Königs, lediglich in Mähren hatten die Stände das Recht der Gesetzesinitiative zugesprochen bekommen. Die Bodenreform wurde nach feudalistischen Normen neu organisiert, Boden konnte durch die Krone nun jederzeit konfisziert und neu verteilt werden. Die Machtstellung der Städte und des Bürgertums wurde stark beschnitten.
Im Reich weitete sich der Konflikt mit dem Eingreifen von Friedrichs Verbündeten und dem Griff Bayerns nach der pfälzischen Kurwürde massiv aus und setzte den bisher nur schwelenden Dreißigjährigen Krieg endgültig in Gang.